# 요도염
요도염은 요도의 염증이다. 소변 시 통증이 있거나 어려움이 발생하는 것이 주된 증상이다. 세균 감염에 의해 발병되면서 치유가 가능한 것이 일반적이다. 이 세균은 성병인 경우가 있으나 모든 경우에서 그런 것은 아니다. 예를 들면 특발성 질환인 경우가 있다.

## 병인
- 아데노바이러스
- 단순포진
- 거대세포바이러스
- 메티실린 내성 황색포도상구균
- 스트렙토코커스 아갈락티아

## 예방
- 콘돔 등을 사용하여 예방
- HPV 백신, B형 간염 백신

## 치료
- 임균에 의한 경우 아지트로마이신 투여
- 트라코마 클라미디아에 의한 경우 아지트로마이신, 독시사이클린 투여
  - 대안
    - 에리트로마이신
    - 레보플록사신